# 萧承之
萧承之（384年—447年），字嗣伯。南兰陵郡兰陵县（今江苏省常州市武进区）人。东晋和南朝宋將領，官至右軍將軍。其子蕭道成後來篡宋自立，建立南齊，獲追諡為宣皇帝。

## 生平
蕭承之少有大志，才力过人，同族的丹阳尹萧摹之及北兖州刺史萧源之都很看重他。萧承之初为建威將軍朱齡石的参军，在义熙九年（413年）隨朱齡石入蜀，滅掉譙蜀政權，並迁扬武将军、安固汶山二郡太守，任內善於撫綏。

### 濟南禦敵
刘宋元嘉初年，徙萧承之为武烈将军、济南太守。元嘉七年（430年），右将军到彦之北伐大败，北魏乘胜進攻南朝宋青州各郡縣，其中魏將叔孫建領兵进攻济南，萧承之率数百人拒战，击退魏军。及後魏军聚集济南城下，萧承之使偃兵开城门，用空城计。部下谏道：“贼众我寡，为何如此轻敌！”萧承之道：“今日孤悬在外守著困逼的城池已是很危急的了，若果還繼續示弱必然會被他們攻陷，只應該以強勢應付。”魏军疑有伏兵，遂引兵而去。
元嘉八年（431年），在到彥之敗後領兵北援的征南大将军檀道济在寿张（今山東東平縣西南）擊敗了叔孫健等軍，但因為缺糧而被逼在歷城（今山東濟南歷城區）撤兵，一直堅守的滑台（今河南滑縣）失去援兵之下最終失陷。青州刺史蕭思話知道濟退兵，擔憂遭到魏軍攻擊而決定棄守治所東陽城，蕭承之堅決反對卻不獲聽從；最終東陽城沒有被魏軍攻擊，但留下的大批糧草就被當地人焚毀。戰後宋文帝以萧承之有保全济南城之功，曾手書長沙王劉義欣表示打算以承之為兗州刺史，並命他將建議交給檀道濟參詳，然而因為承之與檀道濟素來沒有交情，事情就被擱下了。後轉輔國、鎮北中兵參軍及員外郎。

### 梁州克捷
元嘉十年（432年），萧思话出任梁南秦二州刺史，萧承之为他的横野府司马、汉中太守。就在同年十一月，仇池王杨难当趁刺史交接間进攻汉中（今陝西漢中市），留守的原梁州刺史甄法护弃治所南城（今陝西褒中縣）逃走，萧思话那時才到襄阳（今湖北襄陽市），便停駐當地，改派萧承之率五百兵先赴梁州，又派西戎長史蕭汪之為其統率。蕭順之在路上招集兵眾，招得一千精兵前進。元嘉十一年（433年）正月，蕭順之到達磝頭 （今陝西石泉縣城），時楊難當在焚燒掠奪漢中過後領兵撤走，留下他任命的梁秦二州刺史趙溫守漢中，另有魏兴太守薛健守黄金山。蕭順之就先派陰平太守蕭坦攻陷黃金山下的鐵城戍，至二月時趙溫與薛健及仇池馮翊太守蒲早子合力進攻鐵城戍，反為蕭坦所敗； 隨後蕭承之獲得荊州刺史臨川王劉義慶派的裴方明部三千兵增援，遂將黃金戍也拿下。黃金戍是東漢末年佔據漢中的張魯所修築，南接漢中而北通驛道，兼城戍極其險要，承之據此作為基地後就向盤據漢中的趙溫等進行攻擊。趙溫逼於承之威脅而退守漢中小城，另外薛健及蒲甲子就守下桃城。承之遂與從襄陽到來的蕭思話主力部隊合力進攻，屢敗趙溫等人，其中承之曾在峨公山被呂平圍攻，但他在蕭汪之等支援下大敗對方。
楊難當派兒子楊和領萬多人增援趙溫等，並圍攻承之，至三月時和承之相持了達四十日，包圍圈厚達十多重。由於楊和援軍都穿上堅韌的犀甲，士兵近身戰時戈矛刀刃都不能刺穿，承之最終想出將長槊折成數尺長，指向敵軍後讓人在槊末用大斧鎚擊，一支就連殺數個犀甲兵。閏三月，敵軍無法抵抗之下唯有燒營逃走，承之就乘勝追擊至南城，再敗敵軍，俘殺甚多，最終收復了梁州。蕭承之亦因功獲授龍驤將軍。後蕭思話進寧朔將軍，承之亦隨轉寧朔司馬、兼漢中太守。
蕭承之後來入朝任太子屯騎校尉，隨後又調為江夏王劉義恭的司徒中兵參軍、龍驤將軍、南泰山太守 ，並封晉興縣五等男，食邑三百四十戶。及後又轉任右軍將軍。

### 南齊宣帝
蕭承之於元嘉二十四年（447年）去世，享年六十四。梁州人因為思念承之，在峨公山為他立庙祭祀。升明二年（478年），赠散骑常侍、金紫光禄大夫。其子萧道成建立南齐，承之獲追尊为宣皇帝，葬於永安陵。
皇考宣皇神室奏《宣德凯容乐》歌辞：“道纻期运，义开藏用。皇矣睿祖，至哉攸纵。循规烈照，袭矩重芬。德溢轩羲，道懋炎云。”

## 家庭

### 父母

#### 父
- 晋朝辅国将军府参军萧乐子

### 妻妾
- 宣孝皇后陳道正，蕭道成嫡母
- 恭太后王氏，蕭道度、蕭道生之母[9]

### 兄弟
- 西平太守萧奉之，蕭遙欣的嗣曾祖父[10]
- 员外郎萧爰之，蕭景先的祖父[11]

### 兒女

#### 兒
- 長子 衡阳元王萧道度
- 次子 始安貞王萧道生
- 三子 齊高帝萧道成